# 29 ربيع الأول
- السبت
- الأحد
- الاثنين
- الثلاثاء
- الأربعاء
- الخميس
- الجمعة

- 2731 أغسطس 2024
- 281 سبتمبر 2024
- 292 سبتمبر 2024
- 303 سبتمبر 2024
- 14 سبتمبر 2024
- 25 سبتمبر 2024
- 36 سبتمبر 2024
- 47 سبتمبر 2024
- 58 سبتمبر 2024
- 69 سبتمبر 2024
- 710 سبتمبر 2024
- 811 سبتمبر 2024
- 912 سبتمبر 2024
- 1013 سبتمبر 2024
- 1114 سبتمبر 2024
- 1215 سبتمبر 2024
- 1316 سبتمبر 2024
- 1417 سبتمبر 2024
- 1518 سبتمبر 2024
- 1619 سبتمبر 2024
- 1720 سبتمبر 2024
- 1821 سبتمبر 2024
- 1922 سبتمبر 2024
- 2023 سبتمبر 2024
- 2124 سبتمبر 2024
- 2225 سبتمبر 2024
- 2326 سبتمبر 2024
- 2427 سبتمبر 2024
- 2528 سبتمبر 2024
- 2629 سبتمبر 2024
- 2730 سبتمبر 2024
- 281 أكتوبر 2024
- 292 أكتوبر 2024
- 303 أكتوبر 2024
- 14 أكتوبر 2024

29 ربيع الأوَّل أو 29 ربيع الأنوار أو يوم 29 \ 3 (اليوم التاسع والعُشرون من الشهر الثالث) هو اليوم الثامن والثمانين من أيَّام السنة (أو السابع والثمانين لو كان شهر صفر مُتممًا لليوم الثلاثين) وفق التقويم الهجري القمري (العربي). يبقى بعده 266 أو 267 يومًا لانتهاء السنة.

## أحداث
- 570هـ - دخول صلاح الدين الأيوبي مدينة دمشق، وكان ذلك أولى خطواته في سبيل تحقيق الوحدة الإسلامية، للوقوف أمام الوجود الصليبي، وإخراجه من بلاد الشام.
- 666هـ - إقامة صلاة الجمعة لأول مرة في الجامع الأزهر في القاهرة وذلك في عهد السلطان الظاهر بيبرس.
- 1349هـ - ظهور كتلة العمل الوطني كأول تنظيم سري في المغرب لمقاومة «قانون الظهير البربري» الذي سعت السلطات الاستعمارية لفرضه على بربر المغرب.
- 1384هـ - المخابرات وقوات الأمن المغربية تحاصر وتقتل شيخ العرب، وتعتقل العشرات من أنصاره.
- 1404هـ - الجنرال محمدو بوهاري يعلن نفسه رئيسًا لنيجيريا.
- 1422هـ - انتخاب برفيز مشرف رئيسًا لباكستان.
- 1425هـ - اتحاد أبناء سخنين يفوز في بطلولة كأس الدولة الإسرائيلي كأول فريق عربي يحقق هذا الإنجاز في إسرائيل.
- 1426هـ - قائد الجيش اللبناني الأسبق ورئيس الحكومة العسكرية العماد ميشال عون يعود إلى لبنان بعد سنوات قضاها في المنفى.
- 1433هـ - اليمنيون يتوجهون لصناديق الاقتراع لانتخاب عبد ربه منصور هادي رئيسًا خلفًا لعلي عبد الله صالح وذلك وفقًا للمبادرة الخليجية لحل الأزمة في اليمن والتي بدأت قبل عام مع اندلاع ثورة الشباب ضد النظام الحاكم.
- 1441هـ - زلزالٌ يضربُ ألبانيا بِقُوَّة 6.4 درجات على مقياس العزم ويُودي بحياة 51 شخصًا ويُؤدي لِإصابة حوالي 2,000 آخرين بِجُرُوح.

## مواليد
- 1337هـ - إحسان عبد القدوس، روائي مصري.
- 1357هـ - جورج سيدهم، ممثل مصري.
- 1360هـ - منى الحسين، والدة ملك الأردن عبد الله الثاني بن الحسين.
- 1361هـ - أحمد مرعي، ممثل مصري.
- 1390هـ - وفاء صادق، ممثلة مصرية.
- 1391هـ - نيشان ديرهاروتيونيان، إعلامي لبناني.
- 1403هـ - عمران خان، ممثل هندي.
- 1404هـ - سلطان الطوقي، لاعب كرة قدم عُماني.
- 1405هـ - فاطمة بوحمد، مذيعة كويتية.

## وفيات
- 1332هـ - أحمد فتحي زغلول، من رجال القانون والقضاء ورواد الترجمة في مصر.
- 1341هـ - عبد المسيح الأنطاكي، شاعر وصحفي وكاتب سوري.
- 1360هـ - محمود صبح، موسيقار مصري.
- 1422هـ - حسين محمد تقي بحر العلوم، عالم مسلم شيعي وشاعر عراقي.
- 1433هـ - طارق عبد الحكيم، موسيقي سعودي.
- 1437هـ - حمادة إمام، معلق رياضي ولاعب كرة قدم مصري سابق.
- 1441هـ - عطا الله أبو زياد، شاعر فلسطيني أردني.

## وصلات خارجية
- موقع قصة الإسلام: حدث في شهر ربيع الأوَّل.